# Serrat de les Soques

El Serrat de les Soques, respecte del terme de Granera

El Serrat de les Soques és una formació muntanyosa del terme municipal de Granera, al Moianès.
Està situada a l'extrem occidental del terme, a ponent de la masia de l'Otzet, molt a prop del límit amb el terme de Monistrol de Calders. És al nord-oest del Pla de les Soques, a la dreta del torrent de les Fraus de l'Otzet, entre dos torrents afluents del de les Fraus de l'Otzet. És, de fet, la continuïtat cap a ponent, en angle recte, de l'extrem meridional del Serrat de l'Otzetó. Pel seu extrem oriental discorre el Camí de l'Otzetó.